# تدريس تبادلي
التدريس التبادلي هو نشاط تعليمي يتخذ شكل الحوار بين المعلمين والطلاب فيما يتعلق بقطع من نص ما بغرض توصيل معناه. والتدريس التبادلي يعد أسلوبًا للقراءة يُعتقد أنه يعزز من عملية التدريس، حيث يقدم للطلاب أربع إستراتيجيات محددة للقراءة تُستخدم بفاعلية وبوعي لدعم الفهم وهي: التساؤل والتوضيح والتلخيص والتنبؤ. يعتقد بالينسر (1986) أن الغرض من التدريس التبادلي تسهيل الجهد الجماعي بين المعلم والطلاب وكذلك بين الطلاب بعضهم البعض لفهم معنى النص.

"ويتم تقديم التدريس التبادلي في أفضل صوره كحوار بين المعلمين والطلاب حيث يأخذ كل مشارك دوره في تولي دور المعلم. -Annemarie Sullivan Palincsar
يكون التدريس التبادلي أكثر فاعلية في سياق التقصي والتعاون لمجموعة صغيرة يديرها المعلم أو مرشد القراءة.

## الأسس المفاهيمية
أول من وضع مفهوم التدريس التبادلي هما بالينسر وبراون في عام 1986 .
وكما ذكرنا من قبل، فإن التدريس التبادلي وضع أسلوبًا لمساعدة المدرسين على رأب الصدع الموجود بينهم وبين الطلاب الذين أظهروا تناقضًا بين مهارات الصوتيات ومهارات الفهم (بالينسر ورانسوم) وديربي 1989). وهذه العملية تهدف إلى مساعدة الطلاب الذين لديهم مهارات على مستوى الصف في نطق الأحرف ("إخراج الصوت" و"التذكر الجزئي), لكن ليست لديهم القدرة على فهم معاني النصوص التي فكوا شفرتها. يستخدم التدريس التبادلي إستراتيجية التنبؤ، حيث يتنبأ الطلاب قبل القراءة، ثم يستخدمون تنبؤاتهم في أثناء القراءة للتحقق من صحتها ستريكلين (2001).
يتكون التدريس التبادلي من أربعة مكونات: التنبؤ والتوضيح والتساؤل والفهم. في عام 2005 صاغ أوتشكس عبارة «فاب فور» ليصف العملية التي يتضمنها التدريس التبادلي (ستريكلين، 2011). ثم ينتقل الطلاب إلى توضيح ما لا يفهمون عن طريق طرح الأسئلة على المعلم، أو أن يطرح المعلم أسئلة في أثناء القراءة حتى يوضح الأجزاء الصعبة من النص أو ليشير إلى النقاط التي يجب أن يعطيها الطلاب انتباهًا خاصًا. بعد قراءة النص تُطرح أسئلة على طالب ما أو مجموعة من الطلاب لتعزيز الاحتفاظ بالمعلومات والتحقق مما تم تعلُمه. وفي النهاية يتم تحقيق الفهم عن طريق إشراك الطلبة في عمل ملخص سواء لصفحة من النص أو النص المختار بالكامل بعد الانتهاء من قراءته مباشرةً (ستريكلين، 2011). يدعم المعلم الطلاب من خلال إعادة صياغة إجاباتهم وجُملهم وأسئلتهم وتفصيلها.

## دور إستراتيجيات القراءة
التدريس التبادلي هو مزيج لإستراتيجيات القراءة التي يفكر باستخدامها القراء الفاعلون. وفق ما ذكره بيلونيتا وميدينا في مقالهما تحت عنوان «التعليم التبادلي للصفوف الابتدائية: نستطيع أن نفعلها أيضًا!», ويشير بحث سابق أجراه كينكاد وبيتش (1996) أن البارعين من القراء يستخدمون إستراتيجيات فهم معينة في مهمات القراءة؛ بينما لا يفعل ضِعاف القراء (بيلونيتا وميدينا 2009). ويتمتع البارعون من القراء بممارسة جيدة لمهارات فك شفرة الرموز المكتوبة والفهم مما يسمح لهم بالتقدم عبر النصوص بطريقة آلية حتى يحدث ما يثير انتباههم عند عدم الفهم (بالينسر وبراون، 1984).
ويمكن أن يكون هذا التنبيه أي شيء ناتج عن التراكم غير المقبول لمفاهيم غير معروفة لتنبؤ لم يحققه النص. وأيًا كان هذا المثير، فإن القراء البارعين يمكنهم التفاعل مع تدهور الفهم باستخدام عدد من الإستراتيجيات بطريقة مُحددة ومقصودة. وهذه الإستراتيجيات «التصحيحية» تقع في المدى بين مجرد إبطاء معدل القراءة وفك الشفرة اللغوية إلى إعادة القراءة والتلخيص الواعي للمادة. وبمجرد مساعدة الإستراتيجية (الإستراتيجيات) في استعادة المعنى المقصود في النص يمكن للقارئ الناجح التقدم بالقراءة مع استخدامه الإستراتيجية عن وعي (بالينسر وبراون).
وجميع القراء بغض النظر عن مهارتهم يصابون بالإخفاق المعرفي عند قراءتهم لنصوص تمثل تحديًا أو غير العادية أو «لا تراعي القواعد» - أي تمت صياغتها أو كتابتها بطريقة غير معتادة (جارنر 1992 ووادي، 2001). ومن ناحية أخرى لا يقوم ضِعاف القراء باتخاذ نفس رد الفعل عند الإخفاق في الفهم. لذا لا تعرف هذه التنبيهات على أنها مجرد علامات لعدم الفهم. والبعض الآخر على دراية بأنهم لا يفهمون النص، لكن ليس لديهم الإستراتيجية التي تساعدهم على الفهم أو ليست لديهم القدرة على استخدام الإستراتيجية مع وجودها. ويستخدم البعض الآخر إستراتيجيات لا يمكن تكييفها (مثل التجنب) وهي لا تساعد على الفهم (جارنر، 1992). ولاحظ ماير في بحثه أن التدريس التبادلي يجب أن يساعد المتعلمين المبتدئين حتى يصبحوا أكثر مهارة في استخدام الإستراتيجيات واتساع فهمهم للمادة (1996). ولاحظ ماير كذلك أن التدريس التبادلي يعطي المتعلم الفرصة للمزيد من التعلم عن طريق اتخاذ المعلم نموذج يُحتذى، كما أن عملية التعلم التبادلي تقدم للمبتدئين في المجال الأكاديمي فرصة لمزيد من التعلم على يد خبراء وتولي القيادة داخل حجرة الدراسة (ماير 1996).
$₢₵₳

## إستراتيجيات التدريس التبادلي
يحاول التدريس التبادلي من خلال تدريس الإستراتيجية المعرفية (سلاتير وهورستامب 2002), تدريب الطلاب على إستراتيجيات محددة ومنفصلة للحيولة دون حدوث إخفاق معرفي في أثناء القراءة. عرف بلانيسر وبراون (1984) الإستراتيجيات الأربع الرئيسية التي يمكن أن تساعد الطلاب في التصرف حيال علامات انهيار الفهم: التساؤل والتوضيح والتلخيص والتنبؤ. وتخدم هذه الإستراتيجيات غرضين هما تعزيز الفهم ومراقبة الفهم؛ أي أنها تدعم الفهم وفي نفس الوقت تقدم الفرصة للطلاب للتحق من حدوث الفهم. ويتبع القائد هذه الخطوات الأربع بالترتيب المحدد التالي:

### التنبؤ
تُشرك مرحلة التنبؤ القراء في عملية نشطة لجمع معارفهم السابقة وضمها للمعرفة التي يتلقونها من النص. وعندما يكون النص روائيًا يتخيل الطلاب الأحداث اللاحقة. وعندما يتضمن النص معلومات، يتوقع الطلاب ما يمكن أن يتعلموه أو يقرأوا عنه في الفقرات التالية.
ويتضمن التنبؤ ضم المعرفة السابقة للقارئ إلى المعرفة التي يستقيها من بناء النص لوضع الافتراضات المتعلقة باتجاه النص وما يقصده المؤلف مما كتبه. يوفر التنبؤ الأساس المنطقي العام للمضي في القراءة - لتأكيد أو عدم تأكيد الافتراضات الناشئة داخلك (دوليتل وآخرون، 2006).
يمكن للشخص المتنبئ تقديم تنبؤاته حول ما سيقوله المؤلف أو إن كان عملاً أدبيًا قد يقترح المتنبئ الأحداث اللاحقة في القصة. ويشير ويليامز إلى أنه ليس من الضروري أن تكون هذه التنبؤات دقيقة، لكن يجب أن تكون واضحة (2011).
ثم يتكرر هذا التسلسل من القراءة للتساؤل فالتوضيح والتلخيص والتنبؤ مع الأقسام المتتابعة من النص.
كما اندمجت إستراتيجيات قراءة مختلفة في التدريس التبادلي عن طريق ممارسين آخرين. وتتضمن بعض إستراتيجيات القراءة الأخرى وضع التصورات والروابط والاستدلالات ووضع المؤلف موضع التساؤل.

## انظر ايضآ
استراتيجيات التعليم

## وصلات خارجية
- NCREL: Research Base Summary
- Palincsar & Brown: Reciprocal Teaching of Comprehension-Fostering and Comprehension-Monitoring Activities
- http://www.readingrockets.org/strategies/reciprocal_teaching/
- http://www.primary-education-oasis.com http://www.primary-education-oasis.com/reciprocal-teaching.html#ixzz1d71Sxhjm
- http://www.nea.org/assets/docs/HE/mf_ltreport.pdf نسخة محفوظة 10 يناير 2017 على موقع واي باك مشين.
- http://www.nea.org/assets/docs/HE/TAReflectionsMaas.pdf نسخة محفوظة 3 مارس 2016 على موقع واي باك مشين.
- http://www.weac.org/news_and_publications/education_news/2000-2001/read_reciprocal.aspx
- http://www.powershow.com/view/1cda1-MjYyO/Reciprocal_Teaching_Teaching_Cognitive_Strategies_In_Context_Through_Dialogue_To_Enhance_Comprehen_flash_ppt_presentation
- http://www.thegateway.org/browse/30444/